# Gien
Gien – miejscowość i gmina we Francji, w Regionie Centralnym, w departamencie Loiret.
Według danych na rok 1990 gminę zamieszkiwało 16 477 osób, a gęstość zaludnienia wynosiła 243 osoby/km² (wśród 1842 gmin Centre, Gien plasuje się na 16. miejscu pod względem liczby ludności, natomiast pod względem powierzchni na miejscu 25.).

## Historia
- w starożytności osada celtycka Diomagus, będąca punktem wymiany towarów pomiędzy plemionami Karnutów i Eduów;
- w średniowieczu stolica hrabstwa
- 1199 - zdobyte przez króla Francji Filipa Augusta;
- 1429 - Joanna d'Arc 9-krotnie przejeżdża przez miasto podczas prób oswobodzenia Orleanu;
- XV wiek - rozkwit miasta w czasach panowania Anny de Beaujeu, regentki Francji i hrabiny Gien. Rozbudowany zostaje zamek i odrestaurowany most na Loarze;
- XVII wiek - podczas Frondy w mieście przez kilka dni ukrywa się Ludwik XIV;
- XVIII wiek - miasto odradza się jako centrum wytwarzania fajansu;
- 1940 i 1944 - miasto doznaje znaczących zniszczeń podczas II wojny światowej;
- II poł. XX wieku - kompleksowa odbudowa miasta

## Zabytki
- Zamek w Gien - rozbudowany w XV wieku przez Anne de Beaujeu. Od roku 1952 mieści Międzynarodowe Muzeum Łowiectwa.
- Kościół św. Joanny d'Arc, położony nieopodal zamku kościół zbudowany na ruinach (zachowała się jedynie dzwonnica) kolegiaty św. Stefana wzniesionej również na zlecenie Anny de Beaujeu w XV wieku.
- Most na Loarze - dzisiejsza konstrukcja, dwunasto-przęsłowa pochodzi z 1734 roku. Powstała ona w miejscu kamiennego, trzynasto-przęsłowego mostu zniszczonego przez powódź z 28 maja 1733 roku.

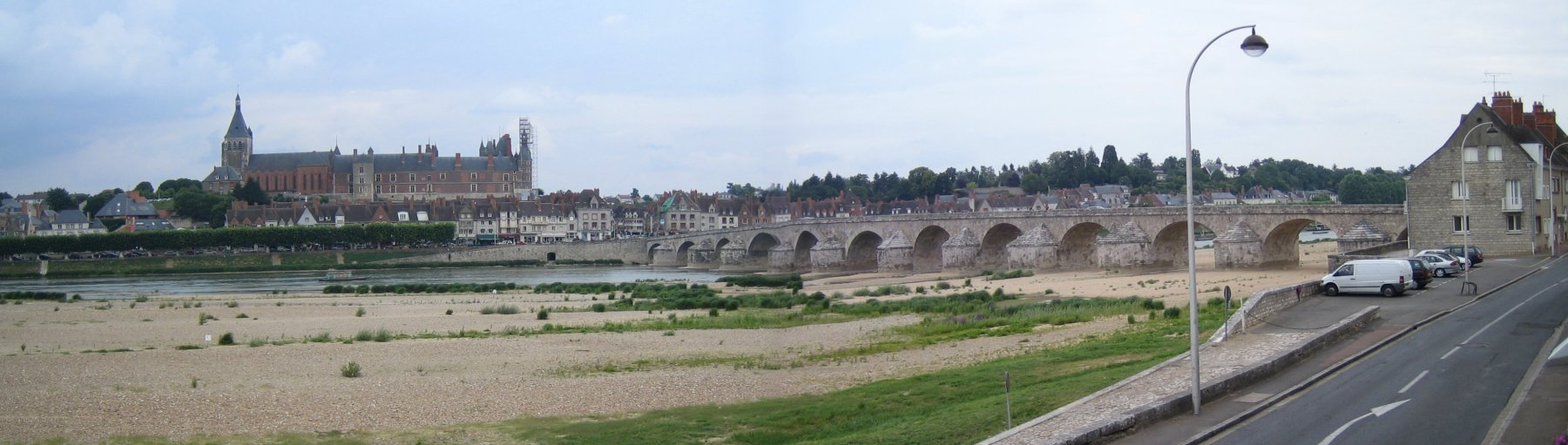
Widok na zamek i most w Gien

## Ludzie związani z Gien
- Pie Eugène Joseph Neveu - biskup rzymskokatolicki, administrator apostolski Moskwy w latach 1926 - 1946, urodzony w Gien